# ضغط نبضي

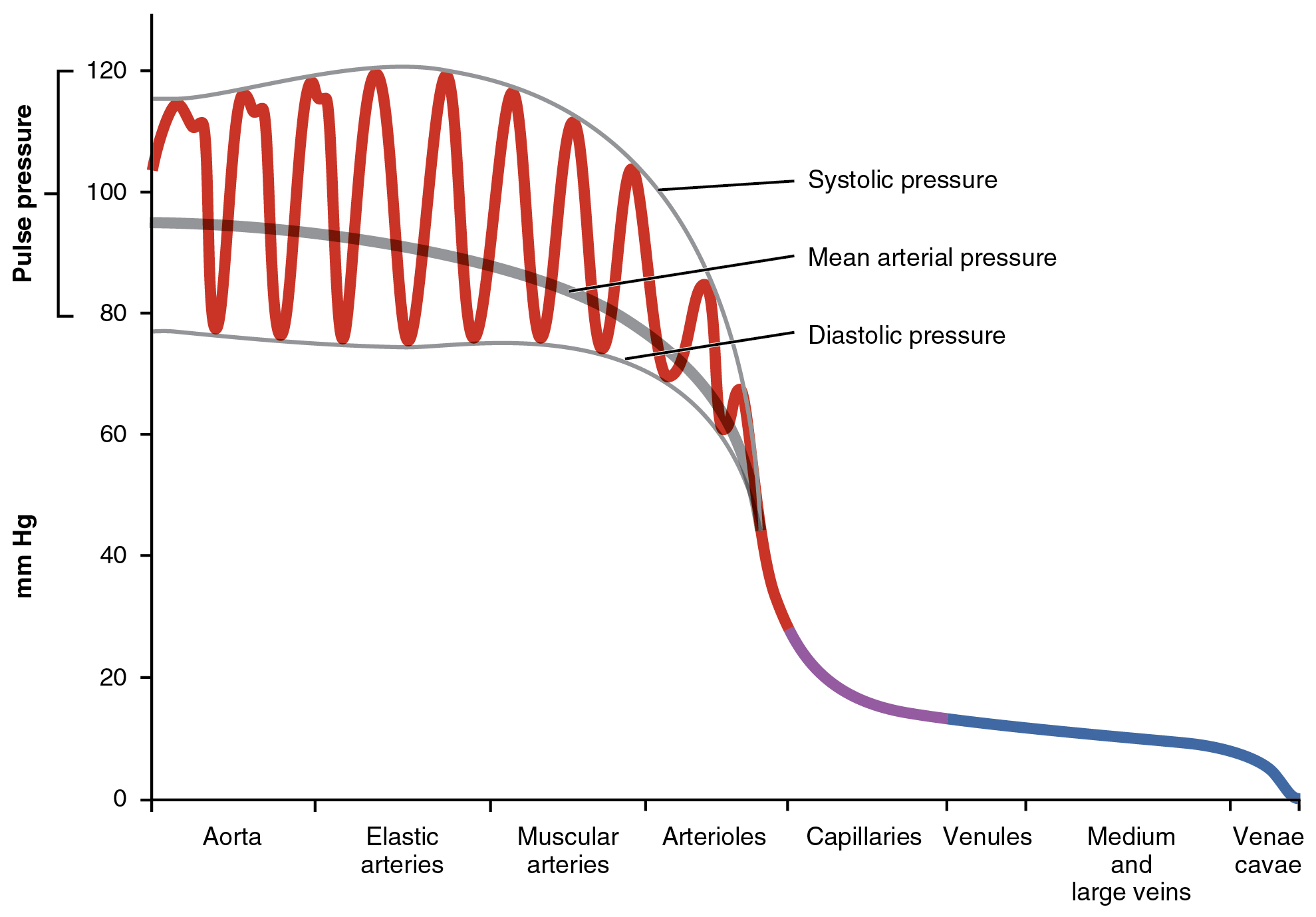

الضغط النبضي أو ضغط النبضة (بالإنجليزية: Pulse pressure)‏ هو الضغط الذي يتم شعوره عند جسّ النبض. يتم قياس الضغط النبضي بوحدات الميلليمتر زئبق، فارق الضغط بين الضغط الانقباضي والضغط الانبساطي هو الضغط الذي يتم جسّه، أي هو الضغط النبضي. من هنا على سبيل المثال، إذا كان ضغط الدم عند الراحة (انبساطي/انقباضي) 120/80 ميلليمتر زئبق فيكون الضغط النبضي مساو لـ 40 ميلليمتر زئبق.

## طريقة الحساب
رسميًا يُحسب الضغط النبضي عن طريق طرح الضغط الانبساطي من الضغط الانقباضي.
نظريًا، يمكن أن نرى الضغط النبضي الانقباضي كمعيار يتناسب بشكل طردي مع حجم الضربة، أو كمية الدم التي تخرج من البطين الأيسر خلال الانقباضة، ويتناسب بشكل عكسي مع مطاوعة الشريان الأبهر.

## قيم وتباين

### ضغط نبضي منخفض (ضيّق)
يعتبر الضغط النبضي منخفضًا بشكل غير طبيعي إذا كان أقل من %25 من قيمة الضغط الانقباضي. السبب الأكثر شيوعا لانخفاض الضغط النبضي هو انخفاض حجم ضربة البطين الأيسر. عند الصدمات يشير انخفاض الضغط النبضي إلى فقدان كمية كبيرة من الدم (طليعة تحميل غير كافية مما أدى إلى انخفاض النتاج القلبي).
إذا كان الضغط النبضي منخفض للغاية، مثلاً 25 ميلليمتر زئبق أو أقل، قد يكون السبب انخفاض حجم الدم، كما هو الحال في قصور القلب الاحتقاني و/أو الصدمة. وقد ينبع تضيّق الضغط النبضي من تضيّق الصمّام الأبهري والاندحاس القلبي.

## أسباب ارتفاع الضغط النبضي
هناك عدة أسباب قد تؤدي لارتفاع الضغط النبضي، منها:
- تصلب عصيدي
- ناسور شرياني وريدي
- قصور الأبهري
- فرط الدرقية
- الحمى
- فقر الدم
- الحمل
- القلق
- إحصار القلب
- تسلخ الأبهر
- التهاب الشغاف
- ضغط داخل الجمجمة
- مرض بري بري

## علاقته بأمراض القلب
تشير الأبحاث الأخيرة أن ضغط نبضي مرتفع هو عامل اختطار مهم للإصابة بأمراض القلب. تحليل تلوي أجري في عام 2000، والذي جمع نتائج عدة دراسات شملت بالمجموع 8000 مريض من كبار السن، وجد أن ارتفاع الضغط النبضي بـ 10 ميلليمتر زئبقي يزيد خطر حدوث مضاعفات القلب والأوعية الدموية والموت بنسبة %20 تقريبًا. ضغط نبضي مرتفع هو كذلك عامل اختطار لتطور رجفان أذيني. أشار مؤلفو التحليل التلوي أن ذلك قد يفسر الزيادة الواضحة في المخاطر المرتبطة أحيانًا مع الضغط الانبساطي المنخفض، ويحذرون أن بعض الأدوية لارتفاع ضغط الدم قد تزيد في الواقع الضغط النبضي وخطر الإصابة بأمراض القلب.

## علاج
إذا كان يعاني المريض من ضغط نبضي مرتفع، يتخلل العلاج أدوية تعالج ذلك مباشرة، مثل مثبطات الإنزيم المحول للأنجيوتنسين.

### تأثير حمض الفوليك
وجدت دراسة أجريت عام 2005 أن إعطاء 5 مج من حمض الفوليك بشكل يومي لمدة ثلاثة أسابيع حفضت الضغط النبضي بـ 4.7 ملم زئبق مقارنة مع إعطاء الغفل. واستنتجت ان حمض الفوليك هو إضافة ناجعة تستهدف تيبُّس الشرايين الكبرى وقد تمنع فرط ضغط الدم الانقباضي المنعزل.